# Jason Ruder
Jason Ruder é um engenheiro de som e compositor americano. Tendo trabalhado em La La Land (2016) e The Great Gatsby (2013) foi, como reconhecimento, foi nomeado ao Óscar 2019 na categoria de Melhor Mixagem de Som por A Star Is Born (2018).